# Terraplane Blues

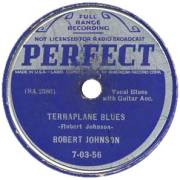

Terraplane Blues ist ein Bluessong, der vom US-amerikanischen Blues-Musiker Robert Johnson geschrieben wurde. Der 1937 veröffentlichte Song zum Thema Untreue entwickelte sich zu einem Standard.

## Der Song und seine Geschichte
Der Titel bezieht sich auf die Automarke Terraplane, die Mitte der 1930er Jahre in Nordamerika populär war. Der Wagen wurde von Johnson als Metapher für die Freundin des Sängers und dessen Beziehung mit ihr benutzt. Der Sänger beklagt sich darüber, dass die Maschine vollständig zusammengebrochen sei; er wundert sich, wer mit dem Terraplane gefahren ist, seit er ausgestiegen ist. Am Ende des Songs bittet er darum, dass etwas damit geschieht, so dass die Straße nicht länger blockiert sei und er weiterkomme.
Johnson nahm das Lied am 23. November 1936 in San Antonio (Texas) auf. Es wurde im Jahr 1937 zusammen mit der B-Seite Kind Hearted Woman veröffentlicht. Die Aufnahme wurde von Don Law für Columbia Records produziert, verkaufte sich mehr als 5000 mal in den Vereinigten Staaten und war zunächst Johnsons populärster Titel, den er überall spielen musste.

## Coverversionen
Der Song wurde vielfach gecovert, etwa von Robert Lockwood junior, John Lee Hooker, Mickey Baker, Big Joe Williams, Peter Green, Canned Heat, Foghat, Tony McPhee, Rory Block, Elliott Murphy, John P. Hammond, Paul Pena, Roy Rogers oder Madrugada. Musiker wie Johnny Shines, Frank Edwards und Howlin’ Wolf haben zeitgenössischere Wagenmodelle anstelle des Terraplane verwendet. Der britische Rockmusiker Eric Clapton coverte das Lied für seine Veröffentlichung Sessions for Robert J im Jahr 2004. Der Text des Songs Trampled Under Foot von Led Zeppelin ist vom Terraplane Blues inspiriert, wobei Robert Plant Autoteile als sexuelle Metaphern nutzt. Allerdings handelt der Song von sexueller Verführung, während es im Terraplane Blues um Untreue geht.